# Хлорид гидроксиламиния
Хлорид гидроксиламиния — неорганическое соединение, соль гидроксиламина и соляной кислоты с формулой (NH3OH)Cl, бесцветные кристаллы, растворимые в воде.

## Получение
- Действие разбавленной соляной кислоты на раствор гидроксиламина:

{\displaystyle {\mathsf {NH_{2}OH+HCl\ {\xrightarrow {}}\ (NH_{3}OH)Cl}}}
- Восстановление водородом монооксида азота:

{\displaystyle {\mathsf {NO+H_{2}+HCl\ {\xrightarrow {40^{o}C,Pt}}\ (NH_{3}OH)Cl}}}

## Физические свойства
Хлорид гидроксиламиния образует бесцветные кристаллы моноклинной сингонии, пространственная группа P 21/n, параметры ячейки a = 0,727 нм, b = 0,595 нм, c = 0,695 нм, β = 114,45°, Z = 4.
Хорошо растворяется в воде, из-за гидролиза по катиону раствор имеет слабокислую реакцию.

## Химические свойства
- При нагревании разлагается:

{\displaystyle {\mathsf {4(NH_{3}OH)Cl\ {\xrightarrow {160^{o}C}}\ N_{2}O+2NH_{4}Cl+2HCl+3H_{2}O}}}
- Разлагается концентрированными щелочами:

{\displaystyle {\mathsf {(NH_{3}OH)Cl+NaOH\ {\xrightarrow {}}\ NH_{2}OH+NaCl+H_{2}O}}}
- Является сильным восстановителем:

{\displaystyle {\mathsf {2(NH_{3}OH)Cl+2HNO_{3}(20\%)\ \xrightarrow {} \ N_{2}O+2HNO_{2}+2HCl+3H_{2}O}}}
- Является слабым окислителем:

{\displaystyle {\mathsf {(NH_{3}OH)Cl+SO_{2}+H_{2}O\ \xrightarrow {} \ NH_{4}Cl+H_{2}SO_{4}}}}